# (3751) Kiang
(3751) Kiang (1983 NK) – planetoida z pasa głównego asteroid okrążająca Słońce w ciągu 5,59 lat w średniej odległości 3,15 j.a. Odkrył ją Edward Bowell 10 lipca 1983 roku.